# Musikstykke
|  | Dublet Denne artikel handler om det samme som Komposition. (Diskutér artiklen) |

Et musikstykke eller en komposition er et værk for et eller flere musikinstrumenter. Kompositioner skrives af komponister i dag ofte ved brug af computersoftware, men før dennes tid, brugte man håndskrevne noder.